# Cynthia ou le Rythme de la vie
Cynthia ou le Rythme de la vie (光の伝説, Hikari no Densetsu, litt. La légende de Hikari / La légende de la lumière) est un manga de Izumi Asō dont le thème est la gymnastique rythmique. Il est prépublié entre 1985 et 1989 dans le magazine Margaret puis édités en 16 volumes reliés. La version française est publiée en format double par Tonkam à partir de 2011.
Une adaptation en anime par le studio Tatsunoko Production est produit en 1986. Prévu en 26 épisodes, il ne compte que 19 épisodes à cause d'un taux d'audience insuffisant au Japon. En France, l'anime a été diffusée en 1988 sur La Cinq dans Youpi! L'école est finie, en 1997 sur AB cartoons, puis en 1998 sur TMC dans Récré Kids, en septembre 2004 sur France 5 dans l'émission Midi les Zouzous, et sur Mangas en 2007 puis en 2024 dans une version HD inédite. Contrairement au Japon, l'anime remporte un succès plus important en Europe, surtout en France, Italie, Allemagne et Espagne.

## Histoire
L'héroïne de l'histoire, Hikari Kamijô (en français Cynthia Duval), est une collégienne de quinze ans qui se découvre une passion pour la gymnastique rythmique en voyant son idole, Diliana Gueorguiva, gagner une compétition en dépit de son jeune âge. Lorsqu'elle rencontre son idole, celle-ci lui propose de l'entraîner en Bulgarie où elle pratique la GRS professionnellement. Hikari accepte et commence rapidement son entraînement (dans le manga, elle refuse et sa famille déménage pour qu'elle rejoigne une école qui pratique cette discipline. Dans l'animé, elle refuse pour rester au Japon car elle prétend que sa place est ici).
Plusieurs années plus tard, Hikari s'entraîne dur pour devenir la meilleure gymnaste de son école, et devient membre de l'équipe de GRS.
Au début, Hikari ne semble pas très douée, mais cela change quand elle rencontre Takaaki Ooishi (Willy en français), un camarade qui l'aide à améliorer ses performances en GRS. Ooishi est le garçon le plus populaire et le meilleur gymnaste de toute l'école. Avec son aide et son soutien, Hikari révèle ses véritables talents dans une compétition inter-lycées. Cette révélation l'amène rapidement au même niveau de popularité que la meilleure gymnaste de son lycée, Hazuki Shiina (Déborah dans la version française), dans les compétitions nationales. Toutes deux commencent rapidement à s'entraîner pour le tournoi mondial.
Hikari commence à admirer et à respecter Ooishi pour son aide, et se découvre bientôt des sentiments pour lui. Pendant ce temps, elle devient également amie avec Hazuki. Une saine rivalité se développe entre elles, et elles admirent chacune les atouts de l'autre. Alors que Hazuki représente l'aspect tranquille, élégant, gracieux et sobre de la GRS, Hikari fait éclater l'aspect coloré, frais et énergique de ce sport. Alors que Hikari se lie d'amitié à Hazuki, elle aimerait avoir sa souplesse, son sens esthétique et sa grâce, tandis que Hazuki admire le potentiel, la puissance et la pétillance de Hikari.
Même si Hikari ne montre pas sa force dans ses spectacles, elle a un sens naturel de l'observation qui lui permet d'apprendre les techniques mieux que Hazuki, et avec le temps, elle devient capable de la surpasser. Cependant, il y a un aspect sur lequel Hikari doit travailler : elle a besoin de mettre plus de grâce et d'élégance dans ses chorégraphies. Elle y parvient avec l'aide de Mao Natsukawa.
Dans l'animé, Mao Natsukawa (dit Frédéric dans la version française) est un ami d'enfance de Hikari, il est le chanteur d'un groupe de rock appelé Mr D. Dans le manga, Mao est fasciné par la façon de danser d'Hikari et sait qu'elle peut encore progresser avec une bonne musique d'accompagnement. Mao, comme Hikari, a de grands rêves : compositeur et musicien (piano, violon, guitare, batterie...), il rêve de devenir une star mondiale du rock. Tout en travaillant à réaliser son rêve, il aide Hikari à réaliser le sien en créant la musique sur laquelle elle fait ses chorégraphies. Ensemble, ils forment un duo impressionnant qui impose le respect des juges et l'admiration des spectateurs. Bien qu'il taquine sans cesse Hikari, Mao est toujours là quand elle a besoin de lui.
Dans l'animé, l'importance donnée à l'accompagnement musical de Mao est réduit à de la satisfaction, tandis que dans le manga, la musique qu'il ajuste en fonction des chorégraphies permet à Hikari de gagner en fluidité, entraînée par la mélodie (elle a l'impression que son corps bouge de lui-même). De plus, les règles concernant l'accompagnement ou l'accomplissement de la chorégraphie ne sont pas indiquées dans l'animé, ce qui empêche de saisir la complexité des enchaînements et des épreuves.
Au cours des années, Mao commence à aimer profondément Hikari, mais il a du mal à exprimer ses sentiments pour elle. Quand il y a des tensions entre eux, cela se ressent dans les performances de Hikari, mais quand ils sont unis ils deviennent invincibles. Même s'ils sont très liés, Hikari est amoureuse d'Ooishi, ce qui met parfois à mal son amitié avec Mao. Celui-ci connaît les sentiments de Hikari, mais reste à ses côtés quoi qu'il arrive.
Ce « triangle amoureux » devient un « carré amoureux » quand Hikari découvre que Hazuki est aussi amoureuse de Takaaki Ooishi. Désormais, quoique amies, elles sont rivales en sport comme en amour. Hikari ne sait pas ce qu'Ooishi ressent pour elle, et elle est toujours nerveuse quand il est dans les parages. Elle pense que, maintenant qu'elle doit devenir la meilleure gymnaste, Ooishi pourrait être amoureux de Shiina car elle a plus de talent. Hikari se remet à se perfectionner en GRS, et participe à des compétitions nationales et internationales où elle rencontre de nouvelles rivales. C'est à ce stade que l'histoire du manga et de la série animée se séparent.

### Dénouement

#### Dans le manga
La fin du manga est très différente. La rivalité entre Hikari et Hazuki se termine quand Hikari gagne un tournoi national qui lui donne l'opportunité de participer aux Jeux olympiques de Séoul de 1988. Cela signifie que Hikari est finalement devenue une vraie gymnaste, meilleure que Hazuki qui a des problèmes de santé et pour laquelle il s'agit de sa dernière compétition. Mais si elle a dépassé Hazuki en GRS, elles sont toujours rivales pour l'amour d'Ooishi, surtout qu'il apparaît qu'Ooishi a eu des sentiments pour les deux jeunes filles. C'est là que commence l'histoire de Hikari no Densetsu - Séoul. Hikari, Mao, Hazuki, Ooishi et d'autres athlètes viennent participer aux Jeux Olympiques de Séoul. Là, Hikari découvre qu'Ooishi et Hazuki sont amoureux, et qu'ils vont se marier.
En apprenant cela, Hikari est profondément troublée, et quand elle cherche du soutien auprès de Mao, il lui tourne le dos, fatigué de l'entendre toujours parler d'Ooishi. Il est frustré car Hikari ne pense qu'à Ooishi alors qu'au fond d'elle-même, elle a toujours su (même si au départ il avait des sentiments pour elle) qu'Ooishi allait préférer Hazuki, avec qui il a des liens plus anciens ; Takaaki Ooishi considère Hikari Hamijô plutôt comme son amie ou sa petite sœur.
Quand Mao quitte Hikari, elle se rend compte à quel point il est important pour elle et à quel point il lui manque. Elle comprend alors qu'elle a aussi des sentiments pour lui. Même s'il n'est pas là pour la regarder, Hikari est déterminée à prouver à Natsukawa qu'il représente une part importante de sa vie et de son succès et qu'il est plus important qu'une compétition de gymnastique. Bien qu'affaiblie et amaigrie par trois jours de convalescence, elle s'entraîne coûte que coûte et démontre ainsi à Natsukawa qu'elle veut se battre pour la victoire malgré son chagrin, ce qui prouve sa maturité.
Finalement, Hikari et Mao prouveront au monde que leur amour fait d'eux de véritables champions. À la fin du manga, Hikari participe à l'épreuve de GRS des Jeux Olympiques. Pendant sa dernière chorégraphie, Mao chante une chanson d'amour italienne pour elle, même si c'est contraire au règlement d'utiliser une musique vocale pendant les compétitions. Les juges risquent de la disqualifier, mais Hikari et Mao sont applaudis par le public et par leurs amis Ooishi et Shiina, qui sont venus les voir. Avant qu'on entende les juges rendre leur verdict, Hikari et Mao quittent le lieu de l'épreuve et se dirigent rapidement vers la sortie. Alors qu'ils se dirigent vers la sortie, Mao et Hikari regardent derrière eux : Ooishi et Shiina les suivent et les appellent en souriant.  Les applaudissements du public redoublent, ce qui peut suggérer qu'Hikari a remporté une médaille (et pourquoi pas l'or) ou que le jury lui remet un prix spécial.
Le manga se termine sur une image de Hikari rayonnante ; parvenue au plus haut niveau de GRS, elle aura certainement un bel avenir dans ce sport et avec Mao.

#### Dans l'anime
Dans la série animée, Hikari conquiert le cœur de Ooishi et l'histoire se termine quelques années plus tard : Hikari est championne olympique, Ooishi se remet d'une lésion mais se prépare à revenir dans les Jeux olympiques, Mao travaille sur sa carrière de musicien et Hazuki s'est retirée des compétitions et travaille comme entraîneuse pour de jeunes gymnastes en herbe.

## Personnages
L'histoire du manga comme de la série animée tourne principalement autour de Hikari et de son rêve de devenir une des meilleures gymnastes au monde. Alors que l'histoire du manga comme de l'anime se développe, elle tourne autour de Hikari, Ooishi et Shiina, ainsi que les incidents, les malentendus et leur apprentissage de la vie alors qu'ils travaillent dur pour réaliser leurs rêves de gloire olympique. Dans la série animée, Mao est introduit rapidement dans l'histoire, et passe du statut de personnage secondaire à celui de personnage principal en quelques épisodes ; dans le manga, il n'apparaît qu'à partir du volume 4. La série animée insiste également parfois plus sur des personnages secondaires comme le manager de Mao ou la famille de Hikari ou sur des « figurants », soit pour planter le décor d'une scène soit pour clarifier certains points, une méthode courante dans les anime des années 1980 à aujourd'hui. Elle utilise aussi quelques flashbacks pour les mêmes raisons. Certains personnages mineurs manquent de relief et de caractère, car ils étaient souvent utilisés pour renforcer la qualité visuelle de l'histoire, ou parce que la série animée devait se conclure au bout de 19 épisodes, et par conséquent, les producteurs devaient limiter les personnages secondaires pour se concentrer sur les personnages principaux, afin de donner à la série une fin correcte malgré le petit nombre d'épisodes.

## Manga
Le manga est publié au Japon dans l'hebdomadaire Margaret par Shūeisha, avec une première parution en février 1986. La série se termine en 1988 et est publiée en 16 petits volumes. En 2000, le manga est republié au Japon dans 8 volumes en version reliée : moins de volumes, mais contenant plus d'épisodes dans des pages plus grandes. Cette nouvelle version a également des couvertures différentes de celles de l'original, mélangeant des photographies de gymnastes en noir et blanc et des dessins de Hikari en noir et blanc. La série est également publiée en Italie par Star Comics dans la publication Starlight, sous le nom de La leggenda di Hikari, en 16 volumes dont les couvertures diffèrent peu de l'original. Les éditions Star Comics ont republié le manga entre mai 2003 et août 2004. Le manga est publié en France, à partir de juillet 2011, aux éditions Tonkam, dans sa version bunkoban (8 volumes). Le manga n'a pas été publié en Allemagne ou en Espagne, où la série animée a pourtant rencontré un franc succès.

## Anime

### Production
La série animée, produite par Tatsunoko Production et réalisée par Tomomi Mochizuki, est d'abord diffusée au Japon du 3 mai 1986 au 20 septembre 1986, le samedi soir de 19:00 à 19:30.
- Scénario de Hideki Sonoda, Mami Watanabe et Yasushi Hirano d'après l'histoire originale de Izumi Asō
- Musique de Eiji Kawamura, paroles de Goro Matsui (génériques de début et de fin)
- Character design : Michitaka Kikuchi et Toyoko Hashimoto
- Direction artistique : Hisato Otaki
- Direction de l'animation : Chuuichi Iguchi, Matsuri Okuda, Naoyuki Onda, Takayuki Goto, Yumiko Suda
- Directeur de la photographie : Kazunori Hashimoto
- Arrière-plans : Kumiko Tada

Izumi Asō jouait le rôle de consultante pour garder le scénario et les personnages cohérents.

### Épisodes
Au moment de la production de la série animée, le manga n'était pas terminé, si bien que les producteurs n'étaient pas sûrs de la durée exacte de la série. Ils se basèrent finalement sur 26 épisodes (le nombre moyen pour ce genre d'anime, à l'époque le record était de 52 épisodes). Mais vu son faible taux d'audience au Japon, la série resta inachevée au bout de 19 épisodes, les derniers épisodes racontant la fin de l'histoire à la hâte et concluant par une fin ouverte. La série fut diffusée à l'étranger pendant les Jeux olympiques de Séoul en 1988, espérant que cela améliorerait les audiences. Plus tard en 1988, la série fut diffusée en Europe où elle rencontra beaucoup de succès, en particulier en France, Allemagne, Italie et Espagne. Dans chaque pays, les titres des épisodes changeaient ; ceux de la version anglaise étaient de simples traductions des titres japonais originaux.
Des nouvelles récentes affirment que des chaînes de télévision comme Telecinco projettent de refaire doubler la série et de la rediffuser en Espagne puis dans d'autres pays européens. Ces rumeurs sont confirmées par le magazine espagnol Minami, et il semblerait que Telecinco soit en pleine négociation pour la rediffusion de la série. Il semblerait également que la série soit en cours de re-doublage aux Musigrama Studios en Espagne, mais cela n'a pas été confirmé par Telecinco.
Une légende urbaine a longtemps couru sur l'existence d'un vingtième épisode de Hikari no Densetsu, qui aurait été produit mais jamais diffusé. Cette rumeur semble fausse car il n'y a jamais eu aucune information sur un tel épisode, et les sorties récentes en VHS et DVD de la série ne contiennent pas de vingtième épisode.[réf. nécessaire]

### Doublage

#### Voix originales
- Hikari : Tsukasa Ito
- Ooishi : Nobuo Tobita
- Shiina : Michie Tomizawa
- Miyako Kamijou : Hiromi Tsuru
- Mao Natsukawa : Yoshimasa Inoue

Les acteurs prêtant leurs voix aux personnages étaient pour certains des vétérans en la matière, comme Nobuo Tobita, Michie Tomizawa ou Hiromi Tsuru, accompagnés de plusieurs acteurs nouveaux et peu expérimentés, comme Tsukasa Itou, actrice qui doubla Hikari et chanta les génériques de début et de fin. Un autre membre remarquable de l'équipe était Inoue Yoshimasa, la voix de Mao dans la série. Yoshimasa faisait là une apparition spéciale, car il est principalement parolier pour des séries telles que Nadia, le secret de l'eau bleue ou Peter Pan. Yoshimasa a écrit toutes les chansons que chante Natsukawa dans la série, tandis qu'il fait sa seule apparition comme seiyū.

#### Voix françaises
Doublage français produit par Studio Chrismax Films.
- Cynthia Duval (Hikari Kamijô) : Laurence Crouzet[9]
- Frédéric (Mao Natsukawa) : Gilles Laurent[9]
- Déborah Steller (Hazuki Shiina) : Maïté Monceau[9]
- Willy Corbier (Yoshiaki Ooishi) : Mark Lesser[9]
- Frédéric (Mao Natsukawa, chant) : Jean-Claude Corbel
- Rita Mézière (Mizuki Amamiya) : Fatiha Chriette[9]
- Catherine et Dora (Satomi et Yukko) : Annabelle Roux[9]
- Mère de Cynthia (n/a) : Colette Venhard[9]
- Père de Cynthia (n/a) : Jean-Pierre Denys[9]
- Christine, Michèle (n/a) : Marie-Christine Robert[9]
- Commentateur sportif : Serge Blumenthal[9]

### Génériques
| Titre | Épisodes | Notes |
| --- | -------- | --- |
| Haato no kisetsu (ハートの季節) | 1-19     | 1986 - Japonais - Paroles de Goro Matsui, musique de Eiji Kawamura - Interprété par Tsukasa Ito - Traduction : « Cœur de saison »                       |
| Kataomoi no hamingo (片思いのハミング) | 1-19     | 1986 - Japonais - Paroles de Goro Matsui, musique de Eiji Kawamura - Interprété par Tsukasa Ito - Traduction : « Murmure de l'amour sans retour »       |
| Cynthia ou le rythme de la vie (d'après le générique italien Hilary)                                                                                  | 1-19     | 1988 - Français - Interprété par Claude Lombard - Paroles d'Alessandra Valeri Manera, adaptées par Charles Level - Musique de Carmelo « Ninni » Carucci |
| Quand tu reviendras (d'après la version italienne Quando tornerai)                                                                                    | 1-19     | 1988 - Français - Interprété par Jean-Claude Corbel - Adaptation française de Charles Level                                                             |
| Le Vent (d'après la version italienne Il vento) | 1-19     | 1988 - Français - Interprété par Jean-Claude Corbel - Adaptation française de Charles Level                                                             |
| Si tu parles avec moi (d'après la version italienne Se stai con me, dont la musique provient de la version originale Haato no kisetsu (ハートの季節)) | 1-19     | 1988 - Français - Interprété par Claude Lombard - Adaptation française de Charles Level                                                                 |

### Sorties en VHS et DVD
| Système | Épisodes | Disques ou cassettes | Inclus                                                   | Dates de sortie         |
| ------- | -------- | -------------------- | -------------------------------------------------------- | ----------------------- |
| VHS     | 16 - 18  | 1                    | - Doublage et générique allemands - Pas de bonus         | Allemagne: 1994         |
| VHS     | 1 - 19   | 4                    | - Doublage et génériques italiens - Pas de bonus         | Italie: Fin août 2001   |
| DVD     | 1 - 19   | 5                    | - Voix et génériques japonais - Sous-titrage français    | France: 15 juin 2006    |
| DVD     | 1 - 19   | 4                    | - Doublage et génériques français - Clip original : Mr D | France: 24 octobre 2006 |

## Accueil
Au Japon, le manga d'Izumi Asō devint populaire dès le début de sa publication par Shūeisha dans le magazine Margaret à la fin de l'année 1985. Cela permit à l'auteur de continuer l'histoire pour la rendre plus longue. Au milieu de l'année 1986, Tatsunoko Productions adapta le manga en série animée, espérant profiter de la popularité du genre shōjo dans les années 1980. Ce fut l'une des rares tentatives de Tatsunoko Productions dans le genre shōjo. L'anime ne connut pas un grand succès au Japon, et sa diffusion s'arrêta plus tôt que prévu en raison des faibles taux d'audience : elle s'arrêta au bout de 19 épisodes alors que les producteurs en avaient prévu 26. Le manga, en revanche, resta populaire et continua d'être publié dans le magazine Margaret jusqu'à ce que Asō termine la série au bout de 16 volumes.
La série animée n'aurait peut-être jamais été diffusée en dehors du Japon sans les Jeux olympiques de Séoul en 1988, qui incluaient des épreuves de gymnastique rythmique et sportive, ce qui donna l'idée de rediffuser la série en 1988. Tatsunoko Productions décida de l'exporter en Europe où la gymnastique rythmique et sportive était populaire. Très vite, la série remporta un grand succès dans tous les pays européens où elle fut diffusée, en particulier en France, Italie, Allemagne et Espagne. Elle fut d'abord diffusée en Italie sur Italia Uno en 1988, sous le nom de Hilary, et pendant la même année en France sur La Cinq, sous le nom de Cynthia ou le rythme de la vie. En 1991, elle fut diffusée en Espagne sur Telecinco sous le nom de Piruetas, l'héroïne étant rebaptisée Valentina. Enfin, la diffusion en Allemagne eut lieu en 1994 sur RTL2 sous le nom de Die Kleinen Superstars. La série fut critiquée en Europe, on lui reprocha de ne pas reproduire les mouvements correctement, et de montrer des chorégraphies de gymnastiques trop courtes par rapport aux vraies épreuves qui peuvent durer jusqu'à deux minutes trente. Malgré cela, la série est toujours populaire en Europe.
L'anime n'a jamais été diffusé aux États-Unis. Le manga, de son côté, n'est pour le moment publié qu'au Japon, en Italie et en France. Même au Japon, la série Hikari no Densetsu est l'un des rares animes et mangas de sport dont le sujet soit la gymnastique rythmique et sportive.

## Versionhentaiet parodies
Pendant longtemps dans les années 1980 et 1990, des rumeurs ont couru sur l'existence d'une version hentai de Hikari no Densetsu. Il n'y a aucune preuve qu'une version hentai ait existé ; cependant, il existe une série qui a parodié Hikari no Densetsu, et qui pourrait être à l'origine de cette rumeur. Hikari no Densetsu a été parodié par Cream Lemon, une série hentai des années 1980. Dans la seconde saison de la série (New Cream Lemon), le second épisode, intitulé White Shadow, raconte l'histoire d'une jeune gymnaste qui ressemble à Hikari. L'épisode inclut aussi deux personnages masculins rappelant Mao et Ooishi. Les fans du manga et de la série animée ne considèrent pas cet épisode comme une vraie parodie, car il contient peu de références à la série et sa qualité est mauvaise. L'épisode a été publié aux États-Unis  par Excalibur Films en VHS et DVD, sous le nom de Black Widow (La Veuve noire) avec d'autres épisodes de Cream Lemon, dans une trilogie intitulée Pandora An Erotic Trilogy - Brothers Grime Adult Cartoon Volume 3 ; l'épisode est en anglais, non censuré.

## Anecdotes
- Mao Natsukawa apparaît dans la série animée avant d'apparaître dans le manga ; cela explique les différences physiques entre le Mao du manga et le Mao de l'anime.

- Le nom et l'âge d'Hikari changent selon les pays de diffusion. En Allemagne, elle est âgée de treize ans et se nomme Hikari. En Espagne, elle a douze ans et s'appelle Valentina. En France, elle a quinze ans et porte le prénom Cynthia. Pour finir, en Italie, elle a quatorze ans et s'appelle Hilary. Dans la version papier, l'histoire commence alors qu'Hikari a 13-14 ans et se termine au moins trois ans plus tard.

- En Italie, une version filmée basée sur la série animée a été créée dans les années 1980, mais les images et les dialogues étaient de mauvaise qualité.

- Dans le 8e volume du manga, l'auteur parodie Cyndi Lauper, en représentant Hikari avec la coiffure, la jupe et la posture de la chanteuse sur la pochette de son album She's So Unusual.